# ارنی سی
ارنی سی (انگلیسی: Ernie C؛ زادهٔ ۱۰ ژوئن ۱۹۵۹) با نام اصلی ارنی کانیگن (انگلیسی: Ernie Cunnigan) گیتارنواز و تهیه‌کننده موسیقی اهل ایالات متحده آمریکا است. وی از سال ۱۹۹۰ میلادی تاکنون مشغول فعالیت بوده است.